# Sygnał okresowy
Sygnał okresowy, sygnał okresowo zmienny – pojęcie stosowane w elektronice, telekomunikacji, elektrotechnice, akustyce, automatyce, fizyce oraz innych dziedzinach nauki i techniki. Oznacza sygnał zależny od czasu, którego wartości powtarzają się w stałych odstępach, trwających przez czas zwany okresem. Sygnał taki można opisać okresową funkcją matematyczną.

## Definicja
Sygnałem okresowo zmiennym nazywa się każdą wielkość fizyczną {\displaystyle x(t)} zależną od czasu, jeżeli spełnia ona warunek
{\displaystyle x(t)=x(t+kT),}
gdzie:
{\displaystyle k=1,2,\dots }
{\displaystyle T} – ustalona wartość nazywana okresem sygnału.
Oznacza to, że wartości sygnału powtarzają się w odstępach czasu będących wielokrotnościami {\displaystyle T.} Sygnał taki jest funkcją okresową czasu.

## Okres i częstotliwość
Najmniejszą wartość {\displaystyle T} o tej własności nazywamy okresem podstawowym lub okresem sygnału. Z okresem związana jest częstotliwość {\displaystyle f} i pulsacja {\displaystyle \omega } (częstość kołowa):
{\displaystyle f={\frac {1}{T}}}
oraz
{\displaystyle \omega =2\pi \cdot f.}

## Składowe harmoniczne
Sygnał okresowo zmienny można przedstawić w postaci szeregu Fouriera, który może być zapisany na przykład w następującej postaci:
{\displaystyle x(t)=X_{0}+\sum \limits _{n=1}^{\infty }X_{n}\cdot \sin(n\,{\omega }t+\varphi _{n}),}
gdzie:
{\displaystyle X_{0}} – składowa stała,
{\displaystyle X_{n}} – amplituda n-tej harmonicznej,
{\displaystyle \varphi _{n}} – przesunięcie fazowe n-tej harmonicznej.
Pierwsza harmoniczna nosi też nazwę składowej podstawowej. Sygnał, który zawiera tylko jedną harmoniczną, jest sygnałem sinusoidalnym o amplitudzie {\displaystyle X_{1}}

## Wartość szczytowa
Wartość szczytowa (ang. peak value), zwana też wartością maksymalną sygnału, jest określona jako:
{\displaystyle X_{max}=\max |x(t)|.}
Wartość maksymalna sygnału sinusoidalnego nie posiadającego składowej stałej jest równa amplitudzie tego sygnału. Stosowane też bywa podobne pojęcie wartości międzyszczytowej (ang. peak-to-peak value):
{\displaystyle X_{pp}=\max |x(t)>0|+\max |x(t)<0|.}
Dla sygnału sinusoidalnego wartość międzyszczytowa jest równa podwojonej amplitudzie.

## Wartość średnia
Wartość średnia sygnału jest określona wzorem:
{\displaystyle X_{m}={\frac {1}{T}}\int \limits _{0}^{T}\,x(t)dt.}
Tak określona wartość średnia jest tożsama ze składową stałą {\displaystyle X_{0}} szeregu Fouriera tego sygnału (patrz wyżej). Sygnał okresowy symetryczny względem osi {\displaystyle x=0} ma wartość średnią równą zeru, toteż używa się także średniej z wartości bezwzględnej (w matematyce i teorii sygnałów: pierwszy moment absolutny, w elektrotechnice: wartość średnia sygnału wyprostowanego), która dla sygnałów nierównych tożsamościowo zeru ma wartość dodatnią:
{\displaystyle X_{e}={\frac {1}{T}}\int \limits _{0}^{T}\,|x(t)|dt.}

## Wartość skuteczna
Wartość skuteczna (ang. RMS value) określa parametry energetyczne sygnału. W elektrotechnice najczęściej podaje się tę właśnie wartość, jeżeli mowa jest o prądzie lub napięciu zmiennym bez dodania określeń: średnie, chwilowe, maksymalne itp. Jest ona określona wzorem:
{\displaystyle X_{sk}={\sqrt {{\frac {1}{T}}\int \limits _{0}^{T}\,x^{2}(t)dt}}.}
Wartość skuteczną można też wyrazić poprzez amplitudy składowych harmonicznych (współczynniki rozwinięcia sygnału w szereg Fouriera – patrz wyżej):
{\displaystyle X_{sk}={\sqrt {X_{0}^{2}+{\frac {1}{2}}\sum \limits _{n=1}^{\infty }X_{n}^{2}}}.}
Powyższy wzór jest treścią tożsamości Parsevala w teorii szeregów Fouriera.

## Współczynniki bezwymiarowe

### Współczynnik kształtu
Współczynnik kształtu (ang. waveform factor) jest stosunkiem wartości skutecznej do średniej z wartości bezwzględnej:
{\displaystyle k_{k}={\frac {X_{sk}}{X_{e}}}.}

### Współczynnik szczytu
Współczynnik szczytu (ang. crest factor) podaje stosunek wartości maksymalnej (szczytowej) do wartości skutecznej sygnału:
{\displaystyle k_{sz}={\frac {X_{max}}{X_{sk}}}}

### Współczynnik zawartości harmonicznych
Współczynnik zawartości harmonicznych mierzy w pewien sposób odchyłkę sygnału od przebiegu sinusoidalnego. Stosowane są dwie różne definicje tego współczynnika:
{\displaystyle h_{1}={\frac {\sqrt {\sum \limits _{n=2}^{\infty }X_{n}^{2}}}{X_{1}}}}
lub
{\displaystyle h_{2}={\frac {\sqrt {\sum \limits _{n=2}^{\infty }X_{n}^{2}}}{\sqrt {\sum \limits _{n=1}^{\infty }X_{n}^{2}}}}}
(ta ostatnia wielkość bywa też nazywana współczynnikiem zniekształceń).

## Wartości parametrów dla wybranych sygnałów okresowych
Poniższa tabela podaje wartości wymienionych wyżej parametrów dla wybranych przebiegów okresowych. Przyjęto, że przebiegi pokazane w tabeli mają jednostkową wartość szczytową (amplitudę).
| Rodzaj sygnału                                         | Postać sygnału                        | Wartość średnia bezwzględna                      | Wartość skuteczna                                     | Współczynnik kształtu                                      | Współczynnik szczytu                       | Współczynnik zawartości harmonicznych                             | Współczynnik zawartości harmonicznych                             |
| Rodzaj sygnału                                         | Postać sygnału                        | Wartość średnia bezwzględna                      | Wartość skuteczna                                     | Współczynnik kształtu                                      | Współczynnik szczytu                       | {\displaystyle h_{1}}                                             | {\displaystyle h_{2}}                                             |
| Sygnał stały (DC)                                      | ––––––––––––                          | {\displaystyle 1}                                | {\displaystyle 1}                                     | {\displaystyle 1}                                          | {\displaystyle 1}                          | nieokreślony                                                      | nieokreślony                                                      |
| Sinusoidalny                                           | Sinusoida                             | {\displaystyle {\frac {2}{\pi }}\approx 0{,}637} | {\displaystyle {\frac {1}{\sqrt {2}}}\approx 0{,}707} | {\displaystyle {\frac {\pi }{2{\sqrt {2}}}}\approx 1{,}11} | {\displaystyle {\sqrt {2}}\approx 1{,}414} | {\displaystyle 0}                                                 | {\displaystyle 0}                                                 |
| Sinusoidalny wyprostowany dwupołówkowo                 | Sinusoida wyprostowana dwupołówkowo   | {\displaystyle {\frac {2}{\pi }}\approx 0{,}637} | {\displaystyle {\frac {1}{\sqrt {2}}}\approx 0{,}707} | {\displaystyle {\frac {\pi }{2{\sqrt {2}}}}\approx 1{,}11} | {\displaystyle {\sqrt {2}}\approx 1{,}414} | {\displaystyle \approx 0{,}225}                                   | {\displaystyle \approx 0{,}219}                                   |
| Sinusoidalny wyprostowany jednopołówkowo               | Sinusoida wyprostowana jednopołówkowo | {\displaystyle {\frac {1}{\pi }}\approx 0{,}318} | {\displaystyle {\frac {1}{2}}=0{,}5}                  | {\displaystyle {\frac {\pi }{2}}\approx 1{,}571}           | {\displaystyle 2}                          | {\displaystyle \approx 0{,}441}                                   | {\displaystyle \approx 0{,}404}                                   |
| Trójkątny symetryczny                                  | Przebieg trójkątny                    | {\displaystyle {\frac {1}{2}}=0{,}5}             | {\displaystyle {\frac {1}{\sqrt {3}}}\approx 0{,}577} | {\displaystyle {\frac {2}{\sqrt {3}}}\approx 1{,}155}      | {\displaystyle {\sqrt {3}}\approx 1{,}732} | {\displaystyle {\sqrt {{\frac {\pi ^{4}}{96}}-1}}\approx 0{,}121} | {\displaystyle {\sqrt {1-{\frac {96}{\pi ^{4}}}}}\approx 0{,}120} |
| Prostokątny symetryczny (współczynnik wypełnienia 50%) | Sygnał prostokątny                    | {\displaystyle 1}                                | {\displaystyle 1}                                     | {\displaystyle 1}                                          | {\displaystyle 1}                          | {\displaystyle {\sqrt {{\frac {\pi ^{2}}{8}}-1}}\approx 0{,}483}  | {\displaystyle {\sqrt {1-{\frac {8}{\pi ^{2}}}}}\approx 0{,}435}  |
| Piłokształtny                                          | Sygnał piłokształtny                  | {\displaystyle {\frac {1}{2}}=0{,}5}             | {\displaystyle {\frac {1}{\sqrt {3}}}\approx 0{,}577} | {\displaystyle {\frac {2}{\sqrt {3}}}\approx 1{,}155}      | {\displaystyle {\sqrt {3}}\approx 1{,}732} | {\displaystyle {\sqrt {{\frac {\pi ^{2}}{6}}-1}}\approx 0{,}803}  | {\displaystyle {\sqrt {1-{\frac {6}{\pi ^{2}}}}}\approx 0{,}626}  |